# 東日本大震災復興支援ベースボールマッチ
東日本大震災復興支援ベースボールマッチ supported by KONAMI（ひがしにほんだいしんさいふっこうしえんベースボールマッチ サポーテッド バイ コナミ）は、日本のプロ野球12球団の主催・日本野球機構（NPB）の運営・台湾プロ野球の中華職業棒球大聯盟（CPBL）と日本のアマチュア野球組織全日本アマチュア野球連盟（JABA）の協力によって2012年3月10日、東京ドームで開催された野球の特別試合である。日本代表監督は秋山幸二だった。

## 概要
2011年3月11日に起きた東日本大震災において被災した地域の復興を支援することを目的とし、2011年10月7日に開催したオーナー会議で常設化が決定した日本代表「侍ジャパン」の国際試合と社会人野球と大学野球の選抜チームの試合が実施された。試合の収益の一部や慈善オークションの売り上げ1億円が震災遺児支援活動の義援金として寄贈された。
冠スポンサーは株式会社コナミデジタルエンタテインメント。

### 開催経緯
2012年1月26日に日本の代表側が記者会見を行い、本試合における日本代表の監督に、2011年に日本一となった福岡ソフトバンクホークスの監督である秋山幸二が就任することを発表した。また記者会見には秋山と日本プロ野球選手会会長の新井貴浩も記者会見に同席した。秋山は、2011年度のタイトルホルダー、その中で将来性も見据えた選手を選抜したことを発表。記者会見では「国際試合に出る機会はなかなかない。侍ジャパンのユニホームを着て経験をすることで成功するんじゃないか。そういう可能性を秘めた選手を選出した」ことを強調した。
この発表と同時にCPBL、JABA側も代表選手を発表した。尚、台湾側は代表候補選手40名を発表し、当初この内28名を代表選手として選抜するとしていたが、2月1日に24名を代表選手として発表した。
2012年2月10日に、震災被害により、自宅を離れて関東地方で生活されている12000人へ試合の無料招待券を送付し、試合には3785人が来場した。
2012年2月20日にNPB公式サイトにおいて、出場メンバーの変更および背番号が正式に公表された。CPBL台湾代表監督を務める予定であった呂文生・統一セブンイレブン・ライオンズ監督が諸事情により交代となった。八百長疑惑の取調べを受けた影響と思われる。

## 大会規定
- 大会は1日で、社会人選抜(JAFA)・大学選抜(JUBF)の【GAME 1】、プロ野球日本代表（侍ジャパン）(NPB)・プロ野球台湾代表(CPBL)の【GAME 2】の2試合が行われる。
- 試合は9回をもって終了とし、同点の場合は引き分けとする。
- 指名打者制を採用する。
- サスペンデッドゲームの規則は適用しない。
- GAME 1では、社会人選抜をホームチーム（三塁側、後攻）、大学選抜をビジターチーム（一塁側、先攻）とする。
- GAME 2では、プロ野球日本代表をホームチーム（一塁側、後攻）、プロ野球台湾代表をビジターチーム（三塁側、先攻）とする。

- 出場選手 
  - 社会人選抜(JAFA)・大学選抜(JUBF)（GAME1） 
    - 出場する監督、コーチ、選手の人員はそれぞれの連盟が選抜する。
    - 試合のためにベンチ入りすることができるチームの人員は30名以内とする。監督（1名）、選手（22名）、コーチ、ビジネスマネジャー、トレーナー等を合せて30名までが試合のためにベンチ入りができる。
    - 故障などによりやむを得ず出場メンバーを変更する場合は、連盟を通じ、大会主催者に申請する。
    - ユニフォームはそれぞれが所属するチームのものを着用する。

  - プロ野球日本代表(NPB)・プロ野球台湾代表(CPBL) (GAME 2)
    - プロ野球日本代表は、2011年度NPBシーズン優勝球団の監督が指揮を執り、2011年度タイトル獲得者を中心とした選手を選抜する。
    - プロ野球台湾代表は、2011年度CPBLシーズン優勝球団の監督が指揮を執り、2011年度タイトル獲得者を中心とした候補選手（40名）の中から選抜する。
    - 試合のためにベンチ入りすることができるチームの人員は次の35名までとする。監督（1名）、選手（24名）、コーチ、ビジネスマネジャー、トレーナー、スコアラー、通訳、広報、用具係を合せて35名が試合のためにベンチ入りができる。尚、コーチを兼ねる選手がそれぞれの資格を持ってベンチ入りするときは選手の数に含み、コーチの数には含まれない。（ベンチ入りできる総数は、35名で変わらない）。ブルペン捕手は2名登録できるが、試合中ベンチ内に入ることはできない。
    - 故障などによりやむを得ず出場メンバーを変更する場合は、3月8日（木）までに大会主催者に申請する。
    - ユニフォームはそれぞれの代表ユニフォームを着用する。
- 審判員と記録員
  - 社会人選抜対大学選抜の大会審判団は全日本アマチュア野球連盟から派遣される計4名の審判員で構成される。
  - プロ野球日本代表対プロ野球台湾代表の大会審判団は韓国野球委員会（KBO）から派遣される計4名の審判員で構成される。
  - 公式記録はNPB記録員が担当する。

## 試合結果
【GAME 1】 12時01分試合開始、試合時間2時間38分、観衆7,293人。
| 大学選抜(JUBF) | 0 - 7 | 社会人選抜(JABA) |

|      | 1 | 2 | 3 | 4 | 5 | 6 | 7 | 8 | 9 | R | H  | E |
| ---- | - | - | - | - | - | - | - | - | - | - | -- | - |
| JUBF | 0 | 0 | 0 | 0 | 0 | 0 | 0 | 0 | 0 | 0 | 6  | 0 |
| JABA | 1 | 0 | 0 | 3 | 2 | 0 | 0 | 1 | × | 7 | 15 | 0 |

1. 社：畠山、鶴田、大山、野田、磯部、石田、末永
2. 大：東浜、萩野、中條、小室、三嶋、西宮 - 伏見、吉田
3. 勝利：畠山太
4. 敗戦：東浜巨
5. 本塁打
社：長島一成（1号3ラン・4回(中條)）

【GAME 2】 18時27分試合開始、試合時間2時間51分、観衆35,505人。
| CPBL | 2 - 9 | NPB |

|          | 1 | 2 | 3 | 4 | 5 | 6 | 7 | 8 | 9 | R | H  | E |
| -------- | - | - | - | - | - | - | - | - | - | - | -- | - |
| 中華民国 | 1 | 0 | 0 | 0 | 0 | 0 | 1 | 0 | 0 | 2 | 5  | 1 |
| 日本     | 2 | 0 | 2 | 1 | 1 | 3 | 0 | 0 | × | 9 | 13 | 0 |

1. CPBL：林英傑、王鏡銘、沈鈺傑、曽兆豪、林其緯、耿伯軒、許銘倢 - 高志綱、鄭達鴻
2. NPB：田中、内海、吉見、斎藤、澤村、平野、浅尾 - 嶋、細川、炭谷
3. 勝利：田中将大
4. 敗戦：林英傑
5. 本塁打
CPBL：潘武雄（1号1ラン・1回(田中)）、林泓育（1号1ラン・7回(澤村)）
NPB：栗原健太（1号2ラン・3回(王鏡銘)）

## 代表メンバー
No.は背番号。所属は2012年3月時点。

### 侍ジャパン
| 位置             | No. | 氏名       | 所属                             |
| ---------------- | --- | ---------- | -------------------------------- |
| 監督             | 81  | 秋山幸二   | 福岡ソフトバンクホークス監督     |
| ヘッドコーチ     | 88  | 高木守道   | 中日ドラゴンズ監督               |
| 打撃コーチ       | 82  | 伊勢孝夫   | 東京ヤクルトスワローズコーチ     |
| 投手コーチ       | 77  | 芝草宇宙   | 北海道日本ハムファイターズコーチ |
| 守備・走塁コーチ | 74  | 奈良原浩   | 埼玉西武ライオンズコーチ         |
| 守備・走塁コーチ | 79  | 大西崇之   | 読売ジャイアンツコーチ           |
| 投手             | 11  | 斎藤佑樹   | 北海道日本ハムファイターズ       |
| 投手             | 15  | 澤村拓一   | 読売ジャイアンツ                 |
| 投手             | 16  | 平野佳寿   | オリックス・バファローズ         |
| 投手             | 18  | 田中将大   | 東北楽天ゴールデンイーグルス     |
| 投手             | 19  | 石川雅規   | 東京ヤクルトスワローズ           |
| 投手             | 20  | 吉見一起   | 中日ドラゴンズ                   |
| 投手             | 26  | 内海哲也   | 読売ジャイアンツ                 |
| 投手             | 41  | 浅尾拓也   | 中日ドラゴンズ                   |
| 捕手             | 8   | 炭谷銀仁朗 | 埼玉西武ライオンズ               |
| 捕手             | 27  | 細川亨     | 福岡ソフトバンクホークス         |
| 捕手             | 37  | 嶋基宏     | 東北楽天ゴールデンイーグルス     |
| 内野手           | 2   | 渡辺直人   | 横浜DeNAベイスターズ             |
| 内野手           | 3   | 中島裕之   | 埼玉西武ライオンズ               |
| 内野手           | 5   | 栗原健太   | 広島東洋カープ                   |
| 内野手           | 6   | 坂本勇人   | 読売ジャイアンツ                 |
| 内野手           | 25  | 新井貴浩   | 阪神タイガース                   |
| 内野手           | 46  | 本多雄一   | 福岡ソフトバンクホークス         |
| 内野手           | 60  | 中村剛也   | 埼玉西武ライオンズ               |
| 外野手           | 1   | 内川聖一   | 福岡ソフトバンクホークス         |
| 外野手           | 7   | 糸井嘉男   | 北海道日本ハムファイターズ       |
| 外野手           | 9   | 坂口智隆   | オリックス・バファローズ         |
| 外野手           | 10  | 長野久義   | 読売ジャイアンツ                 |
| 外野手           | 22  | 中田翔     | 北海道日本ハムファイターズ       |
| 外野手           | 66  | 岡田幸文   | 千葉ロッテマリーンズ             |

### プロ野球台湾代表
| 位置   | No. | 氏名   | 所属                           |
| ------ | --- | ------ | ------------------------------ |
| 監督   | 96  | 羅国璋 | 統一セブンイレブン・ライオンズ |
| コーチ | 59  | 廖剛池 | Lamigoモンキーズ               |
| コーチ | 72  | 許閔嵐 | 兄弟エレファンツ               |
| コーチ | 78  | 王子菘 | 統一セブンイレブン・ライオンズ |
| コーチ | 99  | 張文宗 | 興農ブルズ                     |
| 投手   | 15  | 林英傑 | 興農ブルズ                     |
| 投手   | 17  | 林岳平 | 統一セブンイレブン・ライオンズ |
| 投手   | 39  | 曾兆豪 | Lamigoモンキーズ               |
| 投手   | 41  | 王鏡銘 | 統一セブンイレブン・ライオンズ |
| 投手   | 51  | 林其緯 | 興農ブルズ                     |
| 投手   | 61  | 沈鈺傑 | 興農ブルズ                     |
| 投手   | 88  | 耿伯軒 | Lamigoモンキーズ               |
| 投手   | 92  | 許銘倢 | Lamigoモンキーズ               |
| 捕手   | 7   | 鄭達鴻 | 興農ブルズ                     |
| 捕手   | 11  | 林泓育 | Lamigoモンキーズ               |
| 捕手   | 34  | 高志綱 | 統一セブンイレブン・ライオンズ |
| 内野手 | 8   | 黃仕豪 | 兄弟エレファンツ               |
| 内野手 | 9   | 林益全 | 興農ブルズ                     |
| 内野手 | 13  | 陳江和 | 兄弟エレファンツ               |
| 内野手 | 14  | 王勝偉 | 兄弟エレファンツ               |
| 内野手 | 21  | 郭嚴文 | Lamigoモンキーズ               |
| 内野手 | 23  | 彭政閔 | 兄弟エレファンツ               |
| 内野手 | 31  | 林智勝 | Lamigoモンキーズ               |
| 内野手 | 68  | 高國慶 | 統一セブンイレブン・ライオンズ |
| 外野手 | 6   | 張正偉 | 兄弟エレファンツ               |
| 外野手 | 16  | 周思齊 | 兄弟エレファンツ               |
| 外野手 | 55  | 潘武雄 | 統一セブンイレブン・ライオンズ |
| 外野手 | 56  | 劉芙豪 | 統一セブンイレブン・ライオンズ |
| 外野手 | 66  | 張建銘 | 興農ブルズ                     |

### 社会人選抜
| 位置   | No. | 氏名       | 所属           |
| ------ | --- | ---------- | -------------- |
| 監督   | 73  | 堀井哲也   | JR東日本監督   |
| コーチ | 36  | 青野達也   | JFE東日本      |
| コーチ | 50  | 松元孝博   | 鷺宮製作所     |
| コーチ | 80  | 平野和男   | 住友金属鹿島   |
| 投手   | 11  | 石田祐介   | 住友金属鹿島   |
| 投手   | 14  | 鶴田祥平   | 三菱重工横浜   |
| 投手   | 14  | 畠山太     | 富士重工業     |
| 投手   | 16  | 大山暁史   | セガサミー     |
| 投手   | 16  | 末永彰吾   | NTT東日本      |
| 投手   | 16  | 野田雄大   | 東芝           |
| 投手   | 29  | 磯部泰     | JX-ENEOS       |
| 捕手   | 9   | 石川修平   | JR東日本       |
| 捕手   | 9   | 小澤一起   | 日本通運       |
| 内野手 | 1   | 目黒達也   | 七十七銀行     |
| 内野手 | 2   | 木内佑季   | 明治安田生命   |
| 内野手 | 3   | 後藤貴司   | 日本製紙石巻   |
| 内野手 | 3   | 佐々木大輔 | 東京ガス       |
| 内野手 | 3   | 中村良憲   | 日立製作所     |
| 内野手 | 5   | 安田尚造   | JR東日本東北   |
| 内野手 | 7   | 長島一成   | Honda          |
| 内野手 | 10  | 吉田潤     | 東芝           |
| 外野手 | 1   | 落合成紀   | JFE東日本      |
| 外野手 | 4   | 道廣伸一   | 鷺宮製作所     |
| 外野手 | 6   | 野坂亮太   | かずさマジック |
| 外野手 | 27  | 松本晃     | JR東日本       |
| 外野手 | 31  | 田畑秀也   | JX-ENEOS       |

### 大学生選抜
| 位置   | No. | 氏名       | 所属           |
| ------ | --- | ---------- | -------------- |
| 監督   | 30  | 金光興二   | 法政大学監督   |
| コーチ | 30  | 善波達也   | 明治大学       |
| コーチ | 50  | 山路哲生   | 東北福祉大学   |
| コーチ | 50  | 生田勉     | 亜細亜大学     |
| 投手   | 1   | 東浜巨     | 亜細亜大学     |
| 投手   | 11  | 中條健佑   | 東日本国際大学 |
| 投手   | 13  | 小室正人   | 立教大学       |
| 投手   | 17  | 福谷浩司   | 慶應義塾大学   |
| 投手   | 18  | 三嶋一輝   | 法政大学       |
| 投手   | 19  | 西宮悠介   | 横浜商科大学   |
| 投手   | 21  | 萩野裕輔   | 東北福祉大学   |
| 捕手   | 10  | 伏見寅威   | 東海大学       |
| 捕手   | 23  | 吉田裕太   | 立正大学       |
| 内野手 | 2   | 吉川佳祐   | 東海大学       |
| 内野手 | 3   | 西銘生悟   | 中央大学       |
| 内野手 | 3   | 山川穂高   | 富士大学       |
| 内野手 | 6   | 髙田知季   | 亜細亜大学     |
| 内野手 | 7   | 多木裕史   | 法政大学       |
| 内野手 | 8   | 戸田大貴   | 東洋大学       |
| 内野手 | 10  | 松本幸一郎 | 立教大学       |
| 内野手 | 10  | 山崎錬     | 慶應義塾大学   |
| 外野手 | 1   | 緒方凌介   | 東洋大学       |
| 外野手 | 3   | 永田恭一   | 東北福祉大学   |
| 外野手 | 9   | 中嶋啓喜   | 明治大学       |
| 外野手 | 10  | 加藤翔平   | 上武大学       |
| 外野手 | 24  | 内藤大樹   | 青山学院大学   |